# Musique classique indienne

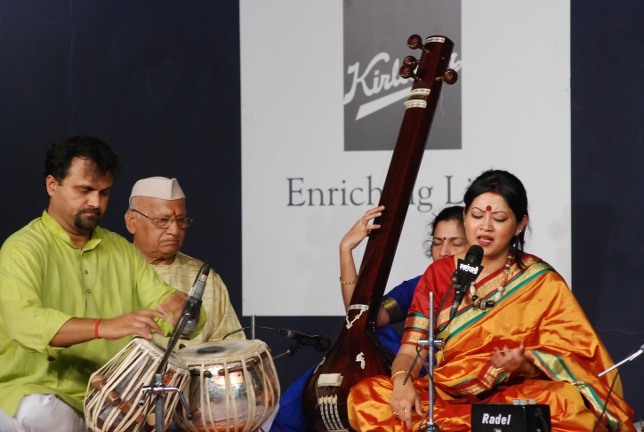
, chanteuse en performance au festival de musique Sawai à Pune, au sein d'un ensemble de musique classique indienne.

La musique classique indienne est un genre de musique d'Asie du Sud. Elle a deux traditions majeures : la musique classique indienne du Nord appelée musique hindoustanie, tandis que la musique classique indienne du Sud est appelée musique carnatique. Ces traditions n'étaient pas distinctes jusqu'aux environs du XVIe siècle. Mais pendant les turbulences de la période de la domination islamique sur le sous-continent indien, les traditions se séparent et évoluent en formes distinctes. 
La musique hindoustanie encourage l'improvisation et explore tous les aspects d'un râga, tandis que les concerts carnatiques tendent à être courts et basés sur la composition. Toutefois, les deux systèmes continuent à avoir plus de caractéristiques communes que de différences. Une autre tradition musicale classique unique de l’est de l’Inde est la musique Odissi, qui a évolué au cours de ces deux millénaires.
Les racines de la musique classique de l'Inde se trouvent à la fois dans la littérature védique de l'hindouisme, ainsi que  dans l'ancien texte sanscrit Natya-Shastra de Bharata Muni sur les arts du spectacle. Écrit au XIIIe siècle, le texte sanscrit Sangeeta-Ratnakara a été rédigé par Śārṅgadeva (en). Il est considéré comme l'ultime document de référence à la fois pour la musique hindoustani et pour les traditions musicales carnatiques.
La musique classique indienne comporte deux éléments fondamentaux : le raga et le Tâla. Le raga, basé sur un répertoire varié de svara (notes comprenant des microtons), forme le tissu d'une structure mélodique profondément complexe. Le tala, quant à lui, s'appuie sur des cycles de temps. Le raga donne à l'artiste une palette afin de construire une mélodie à partir des sons. Tandis que le tala lui fournit un cadre créatif pour une improvisation rythmique qui utilise le temps.
Dans la musique classique indienne, l'espace entre les notes est souvent plus important que les notes elles-mêmes.  Cet espace évite traditionnellement les concepts musicaux classiques occidentaux tels que l'harmonie, le contrepoint, les accords ou la modulation.

## Histoire
Les premières réalisations musicales indiennes s'appuyaient sur trois arts : le récital vocal (vadya), le melodrame (gita) et la danse (nrtta). Au fur et à mesure que ces domaines se sont développés, la sangeeta est devenue un genre artistique à part entière, comme la musique contemporaine.
Ce développement a probablement débuté avant l'époque du linguiste Yāska, c'est-à-dire  500 avant J.C. En effet, il inclut ces différentes disciplines dans ses études sur le nirukta, un des six Vedanga de cette ancienne tradition indienne. 
Certains textes anciens de l'hindouisme, le Samaveda par exemple, rédigé 1000 avant J.C, sont entièrement structurés sur des thèmes mélodiques. Des hymnes, nommés Rigveda, ont été transcrits en musique.

### Samaveda
Le Samaveda est organisé en deux parties : Une partie est basée sur le rythme musical et l'autre sur le rituel. Le texte et les notes sont écrits ensembles et forment le plan de la mélodie. Parfois, les swaras (octave) sont affichés au-dessus ou dans le texte, parfois un verset est écrit sous la forme de parvans. Il existe  12 formes différentes de swaras, dont certaines combinaisons sont classifiées dans les ragas. Le plan d'une mélodie indique clairement quelle sont ses combinaisons de swaras, ainsi que la notation des  notes chantées hauts ou basses.  
Sa partie lyrique est nommée "sahityam", ce qui signifie chanter les notes  d'octaves (swaras) avec les paroles. Ses hymnes sont organisés en mesures et intègrent des éléments tels qu'un contenu mélodique, une forme, et un rythme. 
Ce type de structure musicale n'est pas limité au Samaveda, mais peut se trouver dans les Rigveda. Ceux-ci intègrent également une organisation musicale basée sur des mesures. Cependant, ils n'intègrent pas forcément un contenu mélodique, une forme ou un rythme.   
Par exemple, le mantra Gayatri se compose de 3 mesures de huit syllabes chacune, soutenu par un rythme ternaire.  

### Origines
Dans les anciennes traditions hindouistes, deux genres musicaux apparaissent :    
- le Gandharva, musique formelle, composée, cérémoniale ;
- le Ganan, musique informelle, improvisée et de divertissement.

Le premier est tourné vers le divin, le second vers le chant. 

La tradition musicale védique sanskrite s'est largement répandue dans le sous-continent indien. De plus, seelon Rowell, les anciens classiques tamouls montrent 
« très clairement qu'une tradition musicale cultivée existait dans le sud de l'Inde dès les derniers siècles avant JC ».

#### Natya Shastra
Le texte classique sanskrit Natya Shastra est à l'origine des nombreuses traditions de musique et de danse classiques de l'Inde. Avant sa rédaction, les anciennes traditions indiennes classaient les instruments de musique en quatre groupes en fonction de leur principe acoustique et de leur fonctionnement plutôt que des matériaux les composant.
Par exemple, une flûte reçoit un flux d'air entrant et produit un son.
Ainsi, ces quatre chapitres concernent les instruments à cordes (chordophones), les instruments  à vent (aérophones), les instruments à percussions (idiophones) et les instruments à percussions (membranophones).
Parmi ceux-ci, selon Levis Rowell, les idiophones en forme de « petites cymbales en bronze » étaient utilisés pour le tala.  La quasi-totalité du chapitre consacré aux idiophones est un traité théorique sur ce système.

#### Autres sources
Dans les premiers écrits indiens connus sur la théorie musicale. La mesure du temps était présentée différemment pour les idiophones et pour les percussions.
Au début du XIIIe siècle, l'ouvrage en sanskrit Sangita Ratnakara (en) (qui signifie « Océan de musique et de danse »), rédigé par Śārṅgadeva, présente les ragas et les talas. Śārṅgadeva était  soutenu par le roi Simhana (en) de la dynastie Seuna (Yadava de Devagiri) (en) dans le Maharashtra.